# Росс, Дайана
Дайа́на Росс (англ. Diana Ross; полное имя Дайана Эрнестин Эрл Росс, англ. Diana Ernestine Earle Ross; род. 26 марта 1944[…], Детройт, Мичиган) — американская певица и актриса. Она была солисткой вокальной группы The Supremes, которая стала самым успешным проектом лейбла Motown в 1960-х годах и одной из самых продаваемых женских групп всех времен. Они остаются самой успешной женской группой в истории с двенадцатью поп-синглами, занявшими первое место в американском Billboard Hot 100, включая «Where Did Our Love Go», «Baby Love», «Come See About Me», «Stop! In the Name of Love», «You Keep Me Hangin’ On» и «Love Child».
После своего ухода из группы в 1970 году Росс начала успешную сольную музыкальную карьеру, выпустив свой одноименный дебютный сольный альбом и синглы «Ain’t No Mountain High Enough» — её первый сольный хит номер один в США — и «Reach Out and Touch (Somebody’s Hand)». Её второй сольный альбом, Everything Is Everything (1970), породил её первый сингл номер один в Великобритании «I’m Still Waiting». Росс продолжила свою успешную сольную карьеру, организовав сложные концертные туры по всему миру, установив рекорды, сыграв главную роль в популярных телепрограммах прайм-тайма и выпустив популярные альбомы, такие как Touch Me in the Morning (1973), Mahogany (1975), Diana Ross (1976) и Diana (1980), а также поп-синглы номер один в США — «Touch Me in the Morning», «Theme from Mahogany (Do You Know Where You’re Going To)», «Love Hangover» и «Upside Down». «Endless Love», дуэт 1981 года с Лайонелом Ричи, сделал её исполнительницей с самым большим числом синглов номер один в Соединённых Штатах на тот момент. Её коммерческий успех продолжался на протяжении 1980-х и 1990-х годов благодаря мировым хитам, в том числе «I’m Coming Out», «Why Do Fools Fall in Love», «All of You», «Chain Reaction», «If We Hold on Together» и «When You Tell Me That You Love Me».
Росс также добилась успеха и признания как актриса. Её первой ролью стало воплощение Билли Холидей в фильме «Леди поет блюз» (1972), получившее премию «Золотой глобус» и номинацию на премию «Оскар», ставшее первой афроамериканской актрисой, номинированной на премию «Оскар» за дебютную роль в кино; она также записала к нему саундтрек, который стал е` единственным сольным альбомом, занявшим первое место в чарте США Billboard 200. Она также снялась в двух других художественных фильмах, «Красное дерево» (1975) и «Виз» (1978), а позже появилась в телефильмах «Из темноты» (1994), за который была номинирована на премию «Золотой глобус», и «Цена успеха» (1999).
Росс была названа «Артисткой века» журналом Billboard в 1976 году. С начала своей сольной карьеры в 1970 году Росс выпустила 25 студийных альбомов, множество синглов и сборников, которые разошлись тиражом более 100 миллионов пластинок по всему миру. Она единственная исполнительница, у которой были поп-синглы номер один в США в Billboard Hot 100 как в качестве сольной исполнительницы, второй половины дуэта, так участницы трио и ансамбля, всего 18. В 2021 году Billboard назвал её 30-й величайшей артисткой Hot 100 всех времен. Её хиты в качестве The Supremes и сольной исполнительницы вместе взятые поставили Росс в пятерку лучших исполнителей в чарте Billboard Hot 100 singles с 1955 по 2018 год. Она входила в топ-10 британского чарта за каждое из последних пяти десятилетий и имеет в топ-75 синглов по крайней мере один раз в год с 1964 по 1996 год в Великобритании, в течение 33 лет подряд, что является рекордом для любой исполнительницы. В 1988 году Росс была включена в Зал славы рок-н-ролла как член The Supremes и является одной из исполнительниц, получивших две звезды на Голливудской аллее славы. Она является лауреатом Специальной премии «Тони» (1977), премии Центра Кеннеди (2007), Премия «Грэмми» за жизненные достижения (2012 и 2023), став первой женщиной, получившей награду дважды, последняя в составе The Supremes, и Президентской медали свободы (2016).

## Биография

### Ранние годы
Дайана Росс родилась 26 марта 1944 года в роддоме Детройта (штат Мичиган). Некоторое время семья Росс жила на Belmont Street (северный район города). Когда девочке исполнилось 7 лет, её мать заболела туберкулёзом. Отец был вынужден отправить детей жить к родственникам в городе Бессемер (штат Алабама). Когда мать выздоровела, семья Росс вернулась в Детройт. Когда Дайане исполнилось 14, семья снова поменяла место жительства. Пением Дайана увлеклась ещё в школе. Там же со своими новыми подружками-соседями — Мэри Уилсон, Флоренс Баллард и Бетти Макглоун — она организовала женский квартет The Primettes (позже его переименовали в The Supremes), в противовес мужской группе The Primes (позже переименованной в The Temptations). Так началась музыкальная карьера Дайаны Росс.

### В составе The Supremes

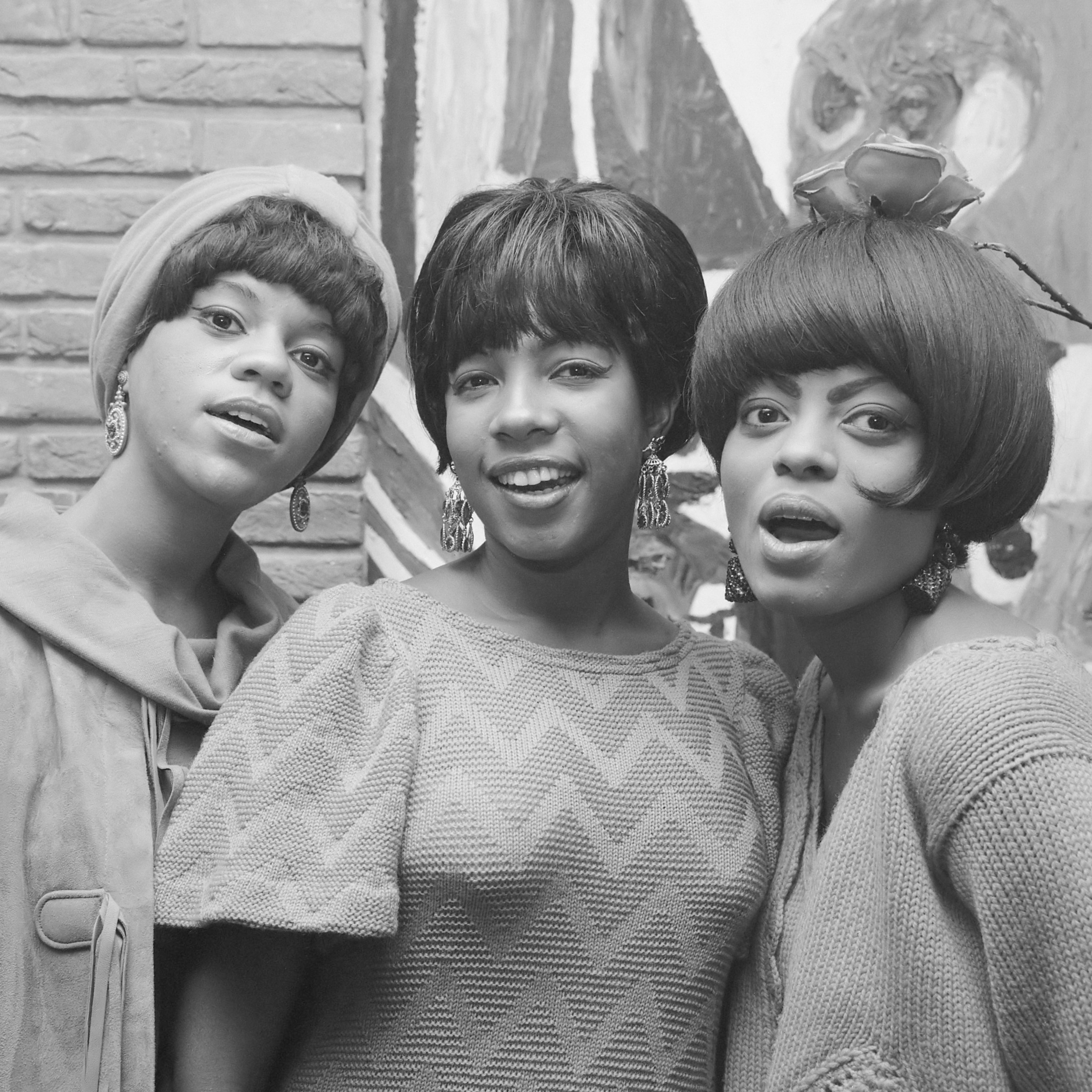
Росс в составе The Supremes, 1965 год

В 1961 году (после того как Бетти Маглоун заменили Барбарой Мартин) женский квартет подписал контракт с лейблом Motown Records. В первые годы все изданные синглы группы до единого исполнялись Дайаной Росс, чьё сопрано контрастировало с меццо-сопрано основательницы коллектива Флоренс Баллард, альтом Мэри Уилсон и контральто Барбары Мартин. В период с 1961 по 1963 годы группу в шутку называли «бесхитовые Supremes».
После того, как из коллектива ушла Мартин (1962), квартет превратился в трио и таковым остался. В самом начале своей карьеры группа испытывала определённые трудности: её синглы не были популярными и не воспринимались критиками. В 1963 году директор Motown Берри Горди принял судьбоносное решение: предложил Росс быть вокалисткой в группе (до этого девушки-участницы поочерёдно исполняли песни), предположив, что именно вокал Дайаны сможет обеспечить хитам The Supremes победу в музыкальных чартах. И не прогадал. Действительно, вскоре к трио пришёл первый успех: в 1964 году сингл Where Did Our Love Go занял первую строчку в американском хит-параде. В период с августа 1964 года по май 1967 года Росс, Уилсон и Баллард стали авторами ещё 10 синглов, возглавивших музыкальные чарты. Среди них были Baby Love, Stop! In the Name of Love, Come See About Me и Back in My Arms Again.
Из-за конфликта в коллективе из The Supremes уходит Флоренс Баллард, её место занимает Синди Бёрдсонг (участница Patti LaBelle & The Bluebelles). Приблизительно в то же время название самого трио изменяется на Diana Ross and the Supremes, тем самым подчёркивается ведущая роль Росс. Записав 12 синглов, возглавивших таблицы хит-парадов, The Supremes стали самой успешной американской группой 1960-х годов, и вторым наиболее успешным коллективом в мире после The Beatles.

### Выход из The Supremes
В 1968 году лейбл Motown стал постепенно реализовывать планы по превращению Дайаны Росс в соло-певицу. Её начали раскручивать на телевидении: музыкальные программы TCB и G.I.T. on Broadway, в которых она выступила вместе с коллективом The Temptations.
К лету 1969 года Дайане Росс в The Supremes подыскали замену — Джин Террел. С этого момента Росс могла всецело посвятить себя сольной карьере. В ноябре слухи об уходе Дайаны Росс из коллектива подтвердил журнал Billboard. На заре сольных выступлений Росс представила публике новое детище лейбла Motown — группу The Jackson 5, в которой выступал тогда ещё юный Майкл Джексон с братьями.
Дайана Росс сотрудничала с разными продюсерами. Её первый трек на сольном поприще — «Someday We’ll Be Together», хотя издан этот сингл был как последний хит Diana Ross & The Supremes. Этот сингл и стал последним, 12 хитом, попавшим на вершину американских музыкальных чартов. В последний раз Дайана Росс выступила в составе трио в Лас-Вегасе 14 января 1970 года.

### Начало сольной карьеры
На протяжении полугода Дайана Росс писала материал с разными продюсерами, но в конце концов остановилась на связке Никола Эшфорд и Валери Симпсон (они были создателями дуэта Марвина Гея и Тамми Террел). Эшфорд и Симпсон работали над большей частью первого альбома Дайаны Росс (который так и назывался Diana Ross), и впоследствии писали и продюсировали её на протяжении декады.
В мае 1970 года сольный альбом Diana Ross был выпущен под лейблом Motown. Сингл «Reach оut and Touch (Somebody’s Hand)» смог занять 20-ю строчку в хит-параде Billboard Hot 100. Ещё один сингл (кавер-версия песни Гея и Террел 1967 года) — «Ain’t No Mountain High Enough» — стал хитом международного масштаба и добрался аж до первого места в музыкальных чартах. За этот же сингл Дайану Росс номинировали на «Грэмми» за Лучшее вокальное выступление поп-певицы.

### Карьера в кино и совместные проекты
В конце 1971 года было объявлено, что Дайана Росс сыграет роль знаменитой чернокожей джазовой-певицы Билли Холидей в биографическом фильме «Леди поёт блюз» (англ. Lady Sings the Blues). Критики скептически отнеслись к новому амплуа Дайаны Росс: в прессе всячески подчёркивалось, что между Росс и Холидей слишком много различий и они совершенно не похожи друг на друга. Но Росс не сдавалась, внимательно изучила биографию своей героини и пыталась вжиться в образ. В то же время, Росс не пыталась подражать Холидей в манере исполнения песен, а адаптировала роль под себя. Партнёром Росс на съёмочной площадке стал Билли Ди Уильямс, сыгравший возлюбленного Холидей Луиса Маккея.
Премьера «Леди поёт блюз» состоялась в октябре 1972 года. Фильм имел феноменальный успех, а киношники и зрители завалили Дайану Росс комплиментами. В 1973 году за её роль Росс номинировали на «Золотой глобус» и «Оскар» как Лучшую актрису (проиграла своей подруге Лайзе Миннелли за роль в фильме «Кабаре»). В том же году Росс получила премию «Золотой глобус» в категории «Лучший дебют актрисы». Альбом Lady Sings the Blues с саундтреками к фильму на протяжении двух недель занимал первую позицию в Billboard 200 и был распродан тиражом в 300 тысяч экземпляров (за первые 8 дней продаж).
В 1971 году Дайана Росс и Марвин Гей (он тоже записывался на лейбле Motown) приступили к созданию совместного альбома. Правда, во время записи в студии между музыкантами возникли разногласия: Гей очень любил курить марихуану в помещении, а Росс это раздражало (она как раз вынашивала своего второго ребёнка), и она требовала Гея прекратить употребление наркотика. В итоге компромисс был найден — участники дуэта записывались в разных студиях. Это затянуло выход альбома Diana & Marvin, который увидел свет лишь в 1973 году. Он имел большой успех, а сингл «You Are Everything» вошёл в Топ-10 британского хит-парада. Баллада «Touch Me in the Morning» стала вторым «звёздным» хитом Росс, заняв первую строчку в рейтинге сольных поп-хитов 1973 года. Кроме того, именно за этот сингл Росс вновь номинировали на «Грэмми».
В 1975 году Росс вновь попробовала себя в кино, снявшись в фильме про модного дизайнера «Красное дерево». Её партнёром в картине стал всё тот же Билли Ди Уильямс, уже известный Росс по «Леди поёт блюз». В процессе съёмок произошло несколько крупных скандалов: поменялся режиссёр, а Росс разругалась с руководителем картины Берри Горди. Журнал Time после этого написал, что Горди «расточает один из американских природных ресурсов — Дайану Росс».
В 1976 году Росс дважды покоряла музыкальные чарты хитом «Theme from Mahogany (Do You Know Where You’re Going To)» и диско-синглом «Love Hangover» (это был один из первых хитов нового стиля евро-диско, пик популярности которого придётся на следующее десятилетие). Успех этих песен позволил альбому Diana Ross подняться в Топ-10. В 1977 году её сольное выступление на Бродвее удостоилось специального приза — Tony Award. Это же шоу позже транслировалось по телевидению (канал NBC) и было выпущено в виде документального фильма под названием «An Evening with Diana Ross».
В том же году Motown купил права на производство фильма по известной бродвейской пьесе «The Wiz», американо-африканская вариация и собственное видение сказки Лаймена Баума «Удивительный Волшебник из Страны Оз». Дайана Росс упросила продюсеров сыграть роль 11-летней Дороти. В результате главным героем стала 24-летняя учительница из Гарлема. Вместе с Дайаной Росс в картине сыграли Нипси Рассел, Тед Росс, а также её бывший протеже Майкл Джексон. В октябре 1978 года фильм вышел на большие экраны, но провалился в прокате. С тех пор Росс зареклась участвовать в кинопостановках под лейблом Motown. Несмотря на неуспех картины, альбом с саундтреками к ней разошёлся тиражом 850 тысяч копий.
В 1979 году Дайана Росс воссоединилась с прежними продюсерами Никола Эшфордом и Валери Симпсон для записи альбома The Boss. Он стал её первым альбомом, который получил сертификат «золотой» (до 1977 года продаваемые под лейблом Motown записи не проверялись RIAA, поэтому никак не сертифицировались). В 1980 году Росс выпустила её первый платиновый (по сертификации RIAA) диск diana, спродюсированный Найлом Роджерсом и Бернардом Эдвардсом. В альбом вошли две популярные сольные композиции: «Upside Down» (ставшая уже шестым по счёту лидером хит-парада) и «I’m Coming Out» (попавшая в Топ-5). diana стал наиболее успешным студийным альбомом певицы, продержавшийся на втором месте в Billboard 200 на протяжении 3 недель. Только в США его продали 6 миллионов копий.
В конце 1980 года в Топ-10 попал ещё один хит Дайаны Росс — главная тема к фильму It’s My Turn. В следующем году она сотрудничала с Лайонелом Ричи над композицией «Endless Love». Эта песня была отмечена премией «Оскар», признана синглом номер 1 в мире и стала последним хитом, записанным на Motown Records. Росс казалось, что руководство лейбла, в особенности Горди, не дают ей свободно самовыражаться, держат в определённых рамках, поэтому певица подписала контракт на 20 миллионов долларов с RCA. В то время это была баснословная сумма. Впоследствии столь крупные сделки проводили лишь Майкл Джексон, Мадонна, Джанет Джексон и Уитни Хьюстон. Когда сингл «Endless Love» попал на первые места чартов, Дайана Росс стала первой в истории певицей, чьи композиции 6 раз возглавляли Billboard Hot 100 (оттеснив Шер, Барбру Стрейзанд, Донну Саммер и Оливию Ньютон-Джон с их 4 композициями). Дуэт Росс и Ричи, исполнивших «Endless Love», по-прежнему считается самым успешным в истории поп-музыки.

### 1980-е — 1990-е гг.

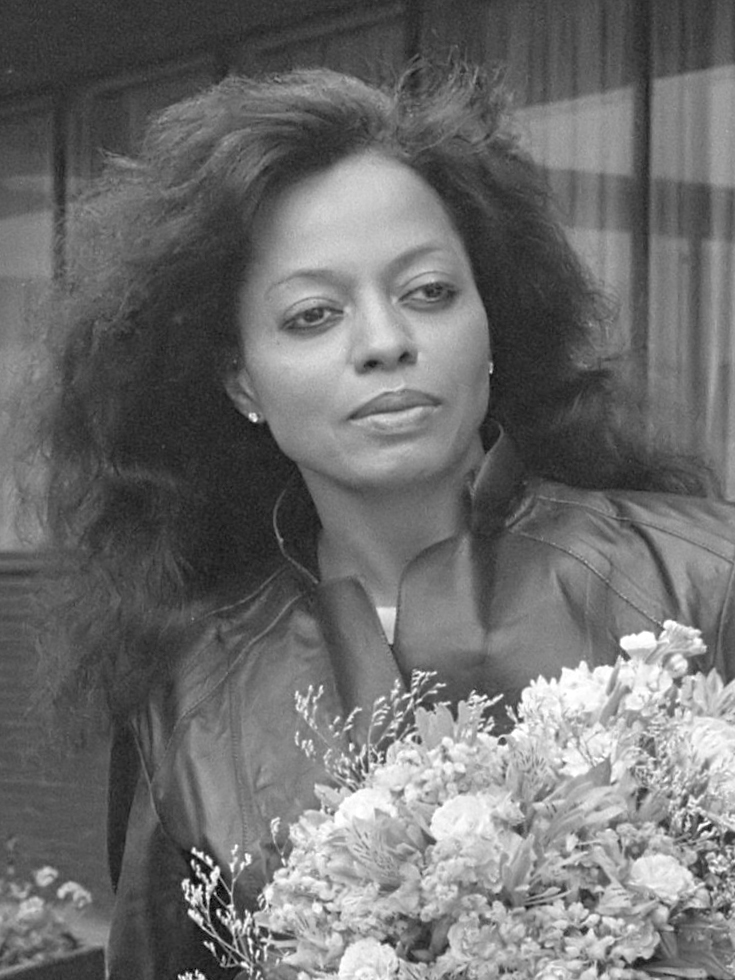
Дайана Росс в 1982 году

Дебютным альбомом Дайаны Росс на лейбле RCA стал платиновый Why Do Fools Fall in Love (1981). Целых 3 композиции с этого диска вошли в Топ-10. Среди них: ремейк знаменитой песни 1956 года Фрэнки Лаймона и The Teenagers — «Why Do Fools Fall in Love», а также триумфальный сингл «Mirror Mirror».
В 1983 году Дайана Росс воссоединилась в творческом союзе с бывшими участницами The Supremes Мэри Уилсон и Синди Бёрдсонг. Вместе они снялись в телепрограмме «Motown 25: Yesterday, Today, Forever», где певицы исполнили свой знаменитый хит 1969 года «Someday We’ll Be Together». Во время съёмок Росс и Уилсон поссорились между собой, едва не дошло до потасовки. Сказалось и недостаточное количество репетиций. Кроме того, первоначально планировалось, что в программе прозвучат 4 композиции, но Росс решила, что и одной будет достаточно. Несмотря на то, что из финальной версии программы все инциденты удалили, это не осталось незамеченным журналистами.
В том же году Дайана Росс дала живой концерт в Центральном парке, доходы от которого были пущены на дальнейшую раскрутку Росс как певицы. Шоу транслировал кабельный телеканал Showtime. На концерт пришли 300 тысяч зрителей. Через 15 минут после начала выступления пошёл ливень, выступление пришлось прервать. Концерт продолжили на следующий день, но на нём собралось уже полмиллиона (а, по некоторым данным, 800 тысяч) человек. Это был один из самых многочисленных бесплатных шоу за всю историю парка. Хотя запомнился этот концерт и неприятными инцидентами. Во время выступления Росс и сразу после него в Центральном парке стали хулиганить группы неформалов, состоящие в основном из молодых людей. От действий молодчиков пострадали более сотни человек. Некоторые жертвы позже подали в суд на власти Нью-Йорка, обвиняя их в неспособности организовать адекватную охрану мероприятия. В результате исков администрация города потеряла несколько миллионов долларов.
На RCA Росс записала ещё несколько популярных синглов: написанный Майклом Джексоном и отмеченный номинацией «Грэмми» «Muscles» (1982), а также «So Close» (1983), «All of You» (1984), «Swept Away» (1984), «Missing You» (1985), «Eaten Alive» (1985) и «Chain Reaction» (1986). Среди альбомов, записанных на RCA, «золотые» All The Great Hits, Silk Electric, Diana Ross Anthology и Swept Away. В 1980-е гг. Росс имела грандиозный успех не только в США, но и за океаном. В 1989 году она прекратила сотрудничество с RCA и вернулось под крыло Motown Records, став совладелицей лейбла.
В 1989 году Дайана Росс выпустила первый, за последние 8 лет, альбом на Motown — Workin’ Overtime, спродюсированный Найлом Роджерсом. Несмотря на то, что одноимённый хит поднялся на вершину ритм-н-блюз чарта, сам альбом американская поп-аудитория не приняла. Не слишком успешными в США были и последующие альбомы — The Force Behind the Power (1991), Take Me Higher (1995) и Every Day is a New Day (1999).
В Великобритании и Европе её поздние альбомы, записанные на Motown, котировались. В десятку лучших синглов британского хит-парада вошли «When You Tell Me That You Love Me» (1991), «One Shining Moment» (1992), «Not Over You Yet» (1999). Также в Топ-20 или Топ-40 попали такие композиции, как «Heart (Don’t Change My Mind)» (1992), «Your Love» (1994), «The Best Years of My Life» (1994), «Take Me Higher» (1995), «Gone» (1995), «I Will Survive» (1996) и «In the Ones You Love» (1996). Популярность Росс за границей доказала, что она всё ещё является востребованным музыкантом. Дайану Росс пригласили выступить в перерыве игры Super Bowl XXX в 1996 году. В 1999 году Росс была названа самой успешной певицей в истории музыкальных чартов Великобритании. В конечном счёте позже это почётное звание перешло от Росс к Мадонне. В 2002 году Дайана Росс покинула Motown.
Дайана Росс вернулась к актёрской карьере в фильме телекомпании ABC Out of Darkness (1994), в котором сыграла женщину, страдающую от шизофрении. За эту роль её номинировали на Золотой глобус. В 1999 году Росс снялась в паре с молодой ритм-н-блюз-певицей Brandy в телефильме ABC Double Platinum, истории о матери-певице, увлёкшейся гастролями и совсем не заботившейся о собственной дочери.
В 1995 году дала 2 концерта в Москве в рамках «Евро-Азиатского турне» (Греция, Турция, Россия, Швеция, Румыния).

### Последние годы и текущие проекты
В сентябре 1999 года Дайану Росс пригласили вести церемонию MTV Video Music Awards. Росс шокировала аудиторию, когда прикоснулась к открытой груди рэпперши Lil’ Kim, изумлённая откровенным нарядом последней. Через месяц после этого случая Дайану Росс задержали в лондонском аэропорту Хитроу за нападение на женщину-охранника. Певица уверяла, что была подвергнута насилию во время личного досмотра и применила силу. В ответ её обвинили в попытке прикоснуться к груди охранницы. Через некоторое время Росс была отпущена из-под ареста.
В 2000 году Росс объявила о гастролях воссоединившихся The Supremes (с Мэри Уилсон и Синди Бёрдсонг). Турне назвали «Return to Love». Но Уилсон и Бёрдсонг отказались участвовать в турне, не согласившись с размерами гонораров: Уилсон обещали 3 миллиона долларов, Бёрдсонг — 1 миллион, в то время как сама Росс должна была получить 15 миллионов. Тогда в гастроли отправились другие бывшие участницы The Supremes Линда Лоренс и Шерри Пейн, которые, правда, никогда вместе с Росс не выступали, а пришли в коллектив уже после её ухода в сольную карьеру. Турне успешно открылось концертом в Филадельфии, но затем его пришлось отменить из-за слабого спроса на билеты.
В декабре 2002 года Дайану Росс арестовали в Аризоне за вождение в нетрезвом виде. Певица не отрицала содеянного, за что её приговорили к двум дням тюрьмы, которые она отсидела неподалёку от своего дома в Гринвиче, штат Коннектикут.
В 2005 году Дайана Росс снова появилась в музыкальных чартах. Она исполнила на пару с Бобом Стюартом композицию «I Got a Crush on You» для его альбома The Great American Songbook. Сингл поднялся на 19 строчку хит-парада современной музыки. Ещё один творческий союз Росс заключила с Westlife. Они сделали ремейк её хита 1991 года «When You Tell Me You Love Me», который, как и оригинал, второй строчки в британском музыкальном хит-параде.
В июне 2006 года Motown выпустил альбом Дайаны Росс Blue, вобравший в себя коллекцию джаз-композиций, записанных после съёмок певицы в фильме «Леди поёт блюз». В чартах альбом поднялся до второго места. В августе было объявлено, что Росс запишет на лейбле EMI (Angel Records) студийный альбом в стиле классического рока и соул. Альбом I Love You сначала стали продавать за океаном (релиз состоялся 2 октября), и только в январе 2007 его увидела Северная Америка уже под лейблом Manhattan Records/EMI. Новый альбом поднялся до 32 места в чарте поп-альбомов (обеспечив Росс попадание в Топ-40 американских поп-альбомов впервые с 1984 года, после выхода Swept Away), а журнал Billboard присвоил ему статус Hot Shot Debut. Альбом I Love You разошёлся тиражом более чем 100 тысяч экземпляров в США и 38 тысяч в Великобритании.
В январе 2007 года Росс приняла участие в ряде телешоу в США, на которых рекламировала свой новый альбом. Весной она начала концертный тур по США, а в мае отправилась с гастролями в Европу. Певица также снялась в 6-м сезоне программы American Idol в качестве наставника конкурсантов.
На церемонии BET Awards-2007 Росс получила Награду за достижения в жизни, которую ей вручила певица Алишия Кис. Стиви Уандер вместе с другими музыкантами сделали и исполнили кавер-версии некоторых популярных шлягеров Дайаны Росс, воздав таким образом должное её творчеству. В том же году комитет престижного Kennedy Center Honors преподнёс ей Награду за вклад в развлекательные мероприятия, признав превосходную карьеру певицы, влияние на музыку и вклад в американскую культуру. На торжественной церемонии награждения в декабре в честь Росс выступали Ванесса Уильямс и победительница American Idol Джордин Спаркс.
В феврале 2008 года Дайану Росс пригласили читать лекции в The Hobby Center в Хьюстоне. Тематика лекций предполагала рассказ о наиболее ярких и влиятельных личностях, обсуждение их жизни и воздействия на окружающих. В ходе состоявшихся бесед Росс призналась, что вряд ли снова когда-либо будет сниматься в кино.
5 ноября 2021 года выпустила альбом Thank You — первый студийный альбом с 2006 года, а также первый альбом с оригинальным материалом с 1999 года.
19 мая 2022 года Дайана Росс совместно с Tame Impala выпустила песню «Turn Up the Sunshine», которая стала саундтреком к мультфильму «Миньоны: Грювитация».

### Личная жизнь
Дайана Росс была вторым по счёту ребёнком в баптистской семье из 6 детей. Отца звали Фред Росс, мать — Эрнестин Мотен. Сёстры Барбара и Рита никогда не занимались шоу-бизнесом (первая стала врачом, вторая — школьным учителем). Брат Артур «T-Boy» Росс стал успешным композитором (работал на Motown), писал песни для Марвина Гея, The Jackson 5 и др. Самый младший брат Уилберт «Chico» Росс колесил вместе с Дайаной и работал на подтанцовках. Ещё одного брата Фреда убили вместе с женой (их трупы обнаружили в одном из подвалов Детройта). Когда Дайана Росс была подростком, её родители развелись. Мать позже повторно вышла замуж. Отец умер в ноябре 2007 года, мать скончалась в ноябре 1984 года.
Как и её отец, Росс училась в технической средней школе Детройта. Она закончила её в январе 1962 года, на семестр раньше чем одноклассники.
Дайана Росс вышла замуж в августе 1971 года. Её избранником стал музыкальный менеджер Роберт Эллис Сильберстайн. В 1977 году они развелись. Росс встречалась с актёром Райаном О’Нилом, а также рок-музыкантом, участником группы Kiss Джином Симмонсом. В октябре 1985 года вышла замуж за норвежского бизнесмена Арне Несс-младшего, с которым развелась в 2000 году.
У Дайаны Росс 5 детей: трое (Ронда Росс Кендрик (1971), Трейси Эллис Росс (1972) и Чадни Росс (1975)) — от брака с Робертом Сильберстайном; двое (Росс Арне Несс (1987) и Эван Олав Несс (1988)) — от брака с Арне Нессом.
В результате грамотных бизнес-инвестиций и правильного управления доходами Росс, по оценкам экспертов, сейчас владеет состоянием в 150 миллионов долларов.
Согласно завещанию Майкла Джексона, скончавшегося в 2009 году, Дайана Росс станет опекуном его детей, если мать Джексона будет недееспособна к их воспитанию.

## Награды, премии и номинации
- 1965 — Грэмми — Лучшая композиция в стиле ритм-н-блюз, «Baby Love» (номинация)
- 1966 — Грэмми — Лучшее вокальное выступление в стиле рок-н-ролл, «Stop! In the Name of Love» (номинация)
- 1971 — Грэмми — Лучшее выступление поп-певицы, «Ain’t No Mountain High Enough» (номинация)
- 1973
Золотой глобус — Лучший дебют актрисы (победа)
Золотой глобус — Лучшая актриса, «Леди поёт блюз» (номинация)
- Оскар — Лучшая актриса, «Леди поёт блюз» (номинация)
- 1974
American Music Awards — Женский альбом-фаворит в стиле поп /рок, Touch Me in the Morning
Грэмми — Лучшее женское вокальное выступление в стиле поп, Touch Me in the Morning (номинация)
BAFTA — Лучшая актриса, «Леди поёт блюз» (номинация)
- 1977
Tony Awards — Лучший музыкальный концерт, «An Evening With Diana Ross»
Грэмми — Лучшее женское вокальное выступление в стиле ритм-н-блюз, «Love Hangover» (номинация)
- 1978 — Грэмми — Лучшее женское вокальное выступление в стиле ритм-н-блюз, «Your Love is So Good For Me» (номинация)
- 1979
Saturn Awards — Лучшая актриса, The Wiz (номинация)
Грэмми — Лучшее вокальное выступление дуэтом или с группой в стиле поп, «Ease On Down the Road» (с Майклом Джексоном) (номинация)
- 1980 — American Music Awards — Любимая певица в стиле ритм-н-блюз/соул
- 1981
American Music Awards — Любимый исполнитель в стиле ритм-н-блюз/соул, «Upside Down»
Грэмми — Лучшее женское вокальное выступление в стиле ритм-н-блюз, «Upside Down» (номинация)
Cable Ace Awards — Главное развлекательное мероприятие
- 1982
American Music Awards — Лучший поп /рок сингл, «Endless Love» (c Лайонел Ричи)
American Music Awards — Лучший ритм-н-блюз /соул сингл, «Endless Love» (c Лайонел Ричи)
Грэмми — Лучшее вокальное выступление дуэтом или с группой в стиле поп, «Endless Love» (c Лайонел Ричи) (номинация)
Грэмми — Запись года, Endless Love (c Лайонел Ричи) (номинация)
- 1983
Грэмми — Лучшее женское вокальное выступление в стиле ритм-н-блюз, «Muscles» (номинация)
American Music Awards — Любимая певица в стиле ритм-н-блюз/соул
- 1995 — Золотой глобус — Лучшее игра актрисы в мини-сериале или кинофильме для ТВ, Out of Darkness (номинация)
- 2004 — TV Land Awards — Самое незабываемое телепредставление, «1983 Concert in Central Park»

## Почётные награды
- 1970 — NAACP Image Awards — Эстрадная артистка года
- 1976 — Billboard Award — Эстрадная артистка столетия
- 1982 — голливудская «Аллея славы — Открыта звезда за сольную музыкальную карьеру (6712)
- 1993 — Книга рекордов Гиннесса — Самая успешная певица всех времён и народов
- 1994
Голливудская «Аллея славы» — Открыта звезда за музыкальную карьеру в составе The Supremes (7060)
MIDEM (World Music Market) — Награда за достижения в жизни
- 1995 — Soul Train Music Awards — Премия наследия
- 1996
Billboard — Артистка века
World Music Awards — Награда за достижения в жизни
- 1998 — Songwriters Hall of Fame — Премия автору хитов
- 1999 — BET Walk of Fame — Звезда
- 2000 — National Academy of Recording Arts and Sciences (NARAS) — Награда героев
- 2003
UK Capital Awards — Легендарная певица
National Association of Black Owned Broadcasters — Награда за достижения в жизни
- 2007
BET Music Awards — Награда за достижения в жизни
Kennedy Center Honors — Награда Центра исполнительных видов искусств Джона Ф. Кеннеди за вклад в развлекательные мероприятия
- 2016 — Президентская медаль Свободы

## Почётные звания
- 1988 — Rock & Roll Hall of Fame — член группы The Supremes наряду с Флоренс Баллард и Мэри Уилсон
- 1996 — Soul Train Hall of Fame
- 1998 — Vocal Group Hall of Fame — член группы The Supremes
- 1999 — Grammy Hall of Fame — «Where Did Our Love Go» с The Supremes
- 2001 — Grammy Hall of Fame — «Stop! In the Name of Love» с The Supremes

## Дискография
Студийные альбомы
- Diana Ross (1970)
- Everything Is Everything (1970)
- Surrender (1971)
- Touch Me in the Morning (1973)
- Diana & Marvin (совместно с Марвином Гэем) (1973)
- Last Time I Saw Him (1973)
- Diana Ross (1976)
- Baby It’s Me (1977)
- Ross (1978)
- The Boss (1979)
- Diana (1980)
- Why Do Fools Fall in Love (1981)
- Silk Electric (1982)
- Ross (1983)
- Swept Away (1984)
- Eaten Alive (1985)
- Red Hot Rhythm & Blues (1987)
- Workin’ Overtime (1989)
- The Force Behind the Power (1991)
- A Very Special Season (1994)
- Take Me Higher (1995)
- Every Day Is a New Day (1999)
- Blue (2006)
- I Love You (2006)
- Diana Ross Sings Songs from The Wiz (2015)
- Thank You (2021)

## Фильмография

### Фильмы
- 1965 — The T.A.M.I. Show (документальный) (с The Supremes)
- 1965 — Beach Ball (c The Supremes)
- 1967 — The Happening (1967) Песня «The Happening» (с The Supremes)
- 1972 — «Леди поёт блюз»
- 1978 — «Красное дерево»
- 1978 — «Виз» — Дороти Гейл
- 1980 — It’s My Turn. Песня «It’s My Turn»
- 1981 — Endless Love. Песня «Endless Love»
- 1988 — «Земля до начала времён». Песня: «If We Hold On Together»

### Телепроекты
- 1994 — «Из темноты» — Паулина Купер
- 1999 — «Цена успеха» — Оливия Кинг
- 2007 — «American Idol» (6 сезон)